# IIHF Challenge Cup of Asia 2012
IIHF Challenge Cup of Asia 2012 byl turnaj v ledním hokeji, který se konal od 18. do 25. března 2012 v Déhrádún Aréně v Déhrádúnu v Indii. Turnaje se zúčastnilo sedm mužstev, která byla rozdělena do dvou výkonnostních skupin. V silnější nasazené skupině A spolu hrála čtyři družstva každé s každým jedenkrát a ve slabší skupině B tři družstva každé s každým dvakrát. Poté se v předkole vyřazovací části střetl třetí a čtvrtý celek skupiny A s prvním a druhým celkem skupiny B. Do semifinále se poté zapojily i celky z prvního a druhého místa ve skupině A. Stejně jako o rok dříve nenastala ani jedna remíza a tak nedošlo na prodloužení. Vítězství si připsali hráči Spojených arabských emirátů před hráči Thajska a hráči Malajsie.

## Výsledky

### Základní skupiny

#### Skupina A
|      | Skupina A               | SAE  | Thajsko | Kuvajt | Tchaj-wan | V | VP | PP | P | VG | OG | B |
| SF1  | Spojené arabské emiráty | ***  | 4:3     | 6:0    | 14:0      | 3 | 0  | 0  | 0 | 24 | 3  | 9 |
| SF2  | Thajsko                 | 3:4  | ***     | 8:2    | 14:0      | 2 | 0  | 0  | 1 | 25 | 6  | 6 |
| PSF2 | Kuvajt                  | 0:6  | 2:8     | ***    | 12:2      | 1 | 0  | 0  | 2 | 14 | 16 | 3 |
| PSF1 | Tchaj-wan               | 0:14 | 0:14    | 2:12   | ***       | 0 | 0  | 0  | 3 | 2  | 40 | 0 |

#### Skupina B
|      | Skupina B | Malajsie   | Indie      | Macao    | V | VP | PP | P | VG | OG | B  |
| PSF1 | Malajsie  | ***        | 13:2, 18:2 | 8:1, 5:2 | 4 | 0  | 0  | 0 | 44 | 7  | 12 |
| PSF2 | Indie     | 2:13, 2:18 | ***        | 3:5, 5:1 | 1 | 0  | 0  | 2 | 12 | 37 | 3  |
| 7.   | Macao     | 1:8, 2:5   | 5:3, 1:5   | ***      | 1 | 0  | 0  | 2 | 9  | 21 | 3  |

### Play-off a pořadí

#### Play - off
|  | 1. předkolo   | Malajsie | 3:0  | Tchaj-wan |
|  | 2. předkolo   | Kuvajt   | 13:2 | Indie     |
|  | 1. semifinále | SAE      | 15:0 | Malajsie  |
|  | 2. semifinále | Thajsko  | 5:4  | Kuvajt    |

#### Finále a zápasy o umístění
|    | Finále                  | SAE       | Thajsko |
| 1. | Spojené arabské emiráty | ***       | 3:0     |
| 2. | Thajsko                 | 0:3       | ***     |
|    | o 3. místo              | Malajsie  | Kuvajt  |
| 3. | Malajsie                | ***       | 5:3     |
| 4. | Kuvajt                  | 3:5       | ***     |
|    | o 5. místo              | Tchaj-wan | Indie   |
| 5. | Tchaj-wan               | ***       | [ 2 ]   |
| 6. | Indie                   | [ 2 ]     | ***     |